# Turkmenische Botschaft in Berlin

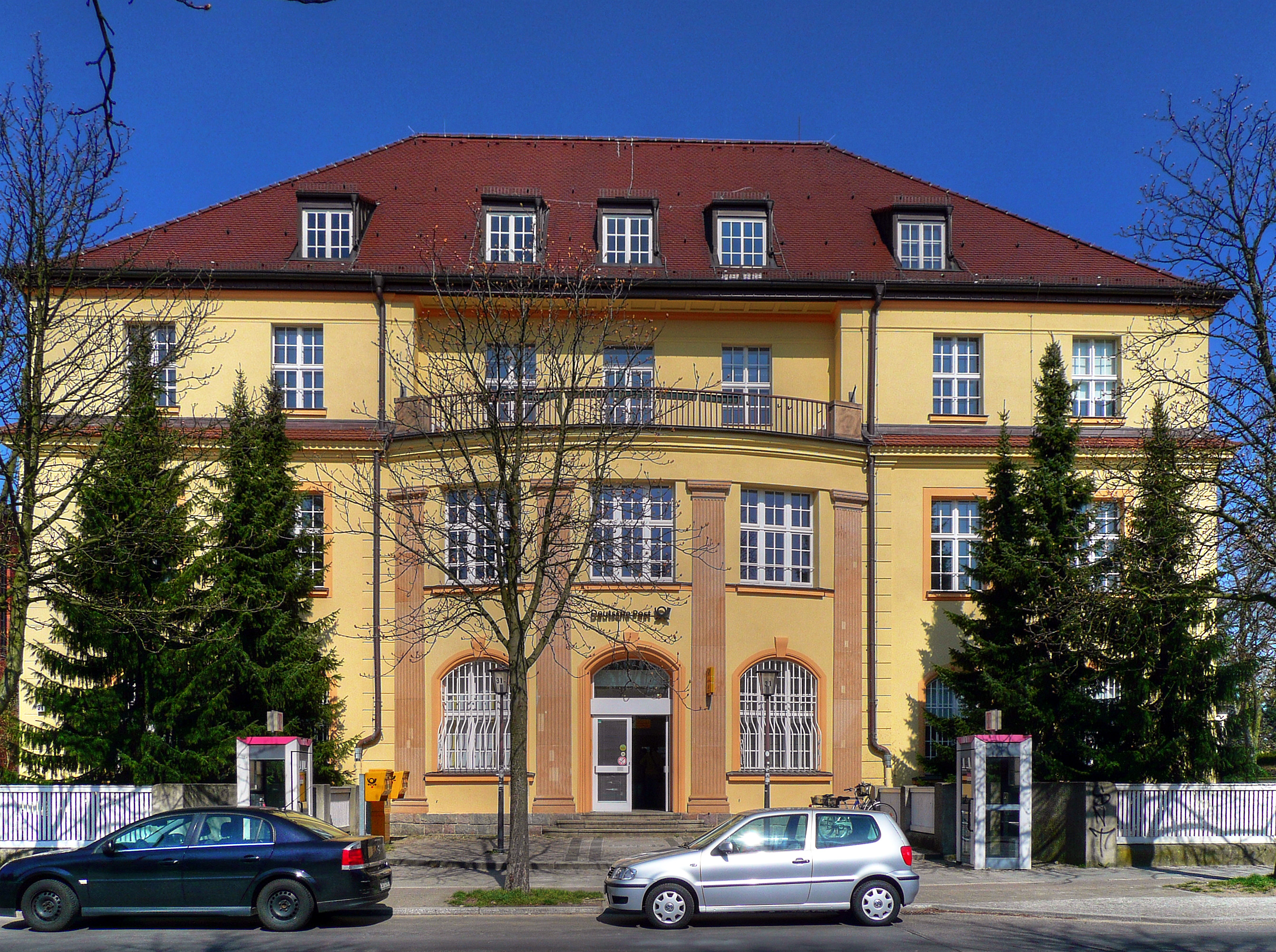
Botschaftsgebäude Königin-Luise-Straße
(bis 2009 Postamt)

Die turkmenische Botschaft in Berlin ist die diplomatische Vertretung der Republik Turkmenistan in der Bundesrepublik Deutschland. Sie befindet sich in der Königin-Luise-Straße 31 im Ortsteil Dahlem des Bezirks Steglitz-Zehlendorf.
Botschafter ist seit dem 19. Februar 2020 Berdimurat Redjepov.
Turkmenistan unterhält ein Konsulat in Frankfurt am Main.

## Geschichte der diplomatischen Beziehungen
Die Beziehungen zwischen beiden Ländern wurden nach dem Zerfall der Sowjetunion und der diplomatischen Anerkennung Turkmenistans durch Deutschland am 6. März 1992 aufgenommen. Im September 1997 wurde die turkmenische Botschaft in der Konstantinstraße 25a in Bonn eröffnet. Aufgrund des Umzugs von Bundestag und Regierung nach Berlin verlegte auch Turkmenistan seine Botschaft in die neue deutsche Hauptstadt.
Der erste Sitz der turkmenischen Botschaft in Berlin war seit August 1999 ein Gebäude in der Langobardenallee 14 (Ecke Pommernallee) im Ortsteil Westend nahe am Theodor-Heuss-Platz. Seit 2012 befindet sich der Botschaftssitz in der Königin-Luise-Straße 31 in Berlin-Dahlem.

## Botschafter

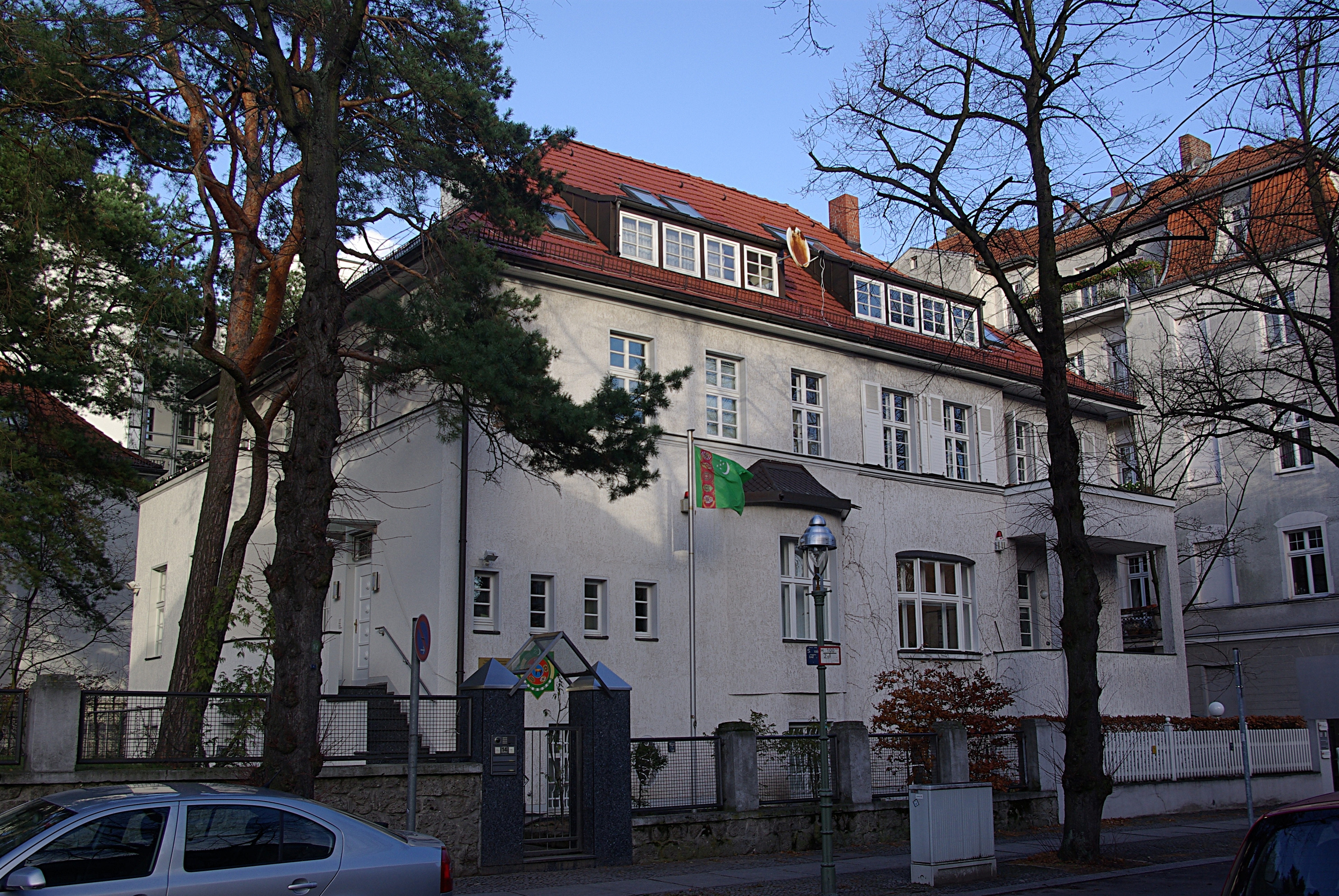
Ehemaliger Botschaftssitz in der Langobardenallee

- 2014–2020: Toyly Atayev[5]
- seit 2020: Berdimurat Redjepov[6]

## Gebäude
Das zuerst von der turkmenischen Botschaft in der Langobardenallee 14 genutzte Haus war ein zwischen 1935 und 1939 errichtetes Mehrfamilienwohnhaus. Eigentümerin war ursprünglich die aus dem Ausland stammende Frau V. Kaneff. Bereits im Jahr 1943 gab es nur noch einen Eigentümer, den Diplomaten I. Schlemann.
Nach der Beendigung des Zweiten Weltkriegs im Jahr 1949 hatte das Ostbüro der SPD in dem Gebäude eine Betreuungsstelle für Flüchtlinge aus der SBZ eingerichtet. Nach dem Umzug der turkmenischen Botschaft in das Gebäude in Dahlem wurde das Haus in der Langobardenallee aufgegeben.
Das villenähnliche Haus in der Königin-Luise-Straße 31 wurde 1918 als Postamt Dahlem im Auftrag der Deutschen Reichspost vom Berliner Magistrat gebaut. Es diente fast 100 Jahre diesem Zweck. Im Jahr 2009 wurde es geschlossen und das Gebäude später an den Staat Turkmenistan verkauft.
Das Mauerbauwerk besteht aus drei Etagen, die Fassaden sind hellgelb verputzt. Abgeschlossen ist das Haus mit einem Pultdach, es besitzt ein ausgebautes Dachgeschoss und einen rechteckigen Grundriss. Unmittelbar östlich ist ein Seitenflügel angebaut, der in der Edwin-Redslob-Straße 31 liegt. Ein flacher Runderker über drei Achsen schmückt die Straßenfassade des Hauses, im dritten Geschoss bildet er einen offenen Balkon. Zwischen den großzügig bemessenen Fenstern, im Erdgeschoss als Rundbogenfenster ausgeführt, sind Pilaster angeordnet. Zum Botschaftsgelände gehört auch der Innenbereich zwischen dem Bauensemble.